# Plakias
Plakias (řecky Πλακιάς) je vesnice a turistické letovisko na jihu Kréty. V roce 2011 zde žilo 143 lidí. Za dobré viditelnosti je vidět ostrov Gavdos, který je od vesnice vzdálený více než 40 kilometrů. Ve vesnici se nachází mnoho hotelů, restaurací, obchodů a více než 1 kilometr dlouhá písečná pláž.